# Toshka
Toshka fou una explotació minera de l'antic Egipte, a Núbia, a la zona de l'actual frontera entre Egipte i Sudan, prop d'Abu Simbel.
Fou explotada durant l'imperi Antic i després abandonada.